# Die Opodeldoks (Film)
Die Opodeldoks ist ein 1980 vom Hessischen Rundfunk produziertes und im deutschen Fernsehen ausgestrahltes vierteiliges Marionetten-Spiel der Augsburger Puppenkiste.

## Hintergrund
Nachdem die Augsburger Puppenkiste 1977 Paul Maars Buch Eine Woche voller Samstage verfilmte, bat Sepp Strubel den Autor, eine Geschichte direkt für die Puppenkiste zu entwerfen. Daraufhin entstanden die Opodeldoks. Die Produktion begann im Mai 1980 und dauerte etwa ein halbes Jahr an. Als Sprecher ist neben der Standardbesetzung auch exklusiv Christoph Lindert in der Rolle des Erzählers zu hören.
1985 wurde eine Buchversion herausgegeben, es folgten außerdem weitere Bearbeitungen des Stoffes für das Theater. Im Jahr 2005 erschien die Produktion auf DVD.

## Handlung

### 1. Folge: Das Land hinter den Bergen
Die Opodeldoks leben im Grasland, einer baumlosen Ebene, die von hohen Bergen umgeben ist. Ihren Lebensmittelpunkt und einzige Nahrungsquelle bilden Gras und die Eier ihrer Hühner. Diese dürfen nicht aufgeregt werden, weil sie sonst silberne Eier legen. Selbige stapeln die Opodeldoks in einer Ecke ihrer Wohnhöhle und betrachten sie als wertlos.
Als eines Tages ein Laubblatt, ein für Deldok unbekanntes Objekt, über das Gebirge fliegt, möchte er wissen, was sich dahinter befindet. Seine Neugier steigert sich noch, als kurz darauf ein fremdartiges Geräusch zu hören ist und ihm die sprechende Henne Helene danach heimlich eine rote Feder zeigt, die vor Jahren über die Berge geflogen kam. Mit seinem Interesse stößt der Junge aber bei den anderen vier Opodeldoks auf Unverständnis und seine Versuche, über das Gebirge zu gelangen, scheitern zunächst. Er verdrängt sein Interesse lange Zeit, kann sich aber nicht mehr zügeln, als hinter den Gipfeln eines Tages Rauch zu sehen ist. Deldok baut nun heimlich einen Drachen und gleitet damit in Begleitung von Helene über die Berge.
Erstausstrahlung: 30. November 1980.

### 2. Folge: Im Waldland
Deldok und Helene gelangen ins Waldland. Dort leben die Mogli, eine vierköpfige, friedliche Familie. Sie müssen ständig umziehen, weil zwei Roboter, die Hüpfkisten, regelmäßig Bäume fällen und damit ihr Heim zerstören. Die Maschinen stehen im Dienst des Silberdeldok, eines Opodeldok mit silberner Nasenspitze, der das Holz für seine Silberhütte benötigt. Mit dem geschmolzenen Metall bewahrt er den silbernen Glanz seiner Nasenspitze und stellt darüber hinaus verschiedene Gegenstände her. Die Folgen seines Handelns sind ihm dabei gleichgültig. Deldok wird Zeuge der Zerstörung durch die Maschinen, über die Helene so erzürnt ist, dass sie ein silbernes Ei legt. Die beiden werden getrennt und Helene trifft auf den Silberdeldok, der sie zunächst fortjagt. Nachdem die Roboter ihm aber das silberne Ei bringen und er dessen Ursprung begreift, schickt er seine Maschinen aus, um das Huhn zu fangen. Deldok freundet sich derweil mit der jungen Mogla, einer der Waldbewohnerinnen, an. Als der Junge aber erwähnt, dass er ein Opodeldok ist, halten ihn die Einheimischen für den zerstörerischen Silberdeldok und jagen den Ahnungslosen davon. Deldok macht sich auf die Suche nach Helene und lernt dabei die Eule Eulalia und die Fledermaus Fleda kennen. Als er Helenes Äußeres beschreibt, verweisen sie ihn an eine Höhle an der Grenze zwischen dem Waldland und den Bergen. Dort trifft er auf den großen, betrunkenen Hahn Hannibal, der in einem ausgehöhlten Felsen sitzt, aus dem nur sein Kopf durch einige Öffnungen herausgucken kann. Sein Krähen war das unbekannte Geräusch, das Deldok einst im Grasland gehört hatte. Von ihm stammt außerdem die mysteriöse rote Feder.
Erstausstrahlung: 7. Dezember 1980.

### Folge 3: Die Gockelhöhle
Seitdem Deldok weg ist, muss der Opozähldok die Aufsicht über die Hühner und die Zubereitung der Mahlzeiten übernehmen, was ihm aber vollends misslingt. Alle wünschen sich Deldok zurück, scheuen aber den Weg über die Berge. Dem Opadeldok fällt jedoch ein, dass es einst einen Gang durch das Gebirge gab, der aber unlängst mit den eingelagerten silbernen Eiern blockiert wurde. Die Opodeldoks räumen diese weg und machen sich auf den Weg.
Helene läuft derweil versehentlich in ein Netz, mit dem die Mogli die Roboter des Silberdeldok fangen wollen. Sie legt vor Aufregung erneut ein silbernes Ei. Bevor die Waldbewohner das Huhn befreien können, tauchen die Maschinen wieder auf und schleppen Helene samt Ei zu ihrem Herrn. Er versucht die Henne zu zwingen, weitere silberne Eier zu legen, sie entkommt aber. Deldok sitzt unterdessen immer noch bei Hannibal, der ihm gegenüber zunächst feindlich gesinnt ist, dann aber in Selbstmitleid zerfließt, weil er immer in der Höhle sitzen muss. Er ist wütend auf die Opodeldoks, die ihn vor Ewigkeiten dazu gezwungen haben. Deldok kann diese Worte nicht nachvollziehen, da seine Artgenossen im fernen Grasland leben. Auf der Suche nach einer Schaufel trifft er wieder auf Mogla sowie die Roboter, die überraschenderweise auf sein Kommando hören. Deldok kann dem Waldmädchen klarmachen, dass er ungefährlich ist. Auch Helene kommt hinzu.
Erstausstrahlung: 14. Dezember 1980.

### Folge 4: Alte Verwandtschaft
Deldok erkennt, dass die Maschinen auf ihn hören, weil er ein Opodeldok ist. Er befiehlt ihnen, Hannibal freizuschaufeln. Helene bandelt sogleich mit ihm an und treibt dem Hahn anschließend auch seine überhebliche Art aus. Der Silberdeldok trifft bei der Suche nach seinen Hüpfkisten auf Deldok und lässt ihn von den Robotern gefangen nehmen. Jetzt kommen auch die anderen Opodeldoks dazu, da der Gang, den sie durchquert haben, in der nun offenen Höhle von Hannibal endet. Auf Deldoks Anweisung hin geben sie alle im Chor den Hüpfkisten den Befehl, ihn loszulassen und stattdessen den Silberdeldok gefangen zu nehmen. Als auch die Mogli erscheinen, wird das Rätsel gelöst. Der Silberdeldok und sein Vater lebten einst im Grasland. Für ihre Silberhütte fällten sie mit der Zeit alle Bäume und fingen anschließend an, Gras im Schmelzofen zu verbrennen. Als die beiden Nasenspitzenopodeldoks eines Tages wieder im Waldland Silbererz holten, verschloss der Vater des Opadeldok den Durchgang und stellte Hannibal als Wächter auf. Im Grasland verblieb nur noch die Familie der Bartspitzenopodeldoks und die Erinnerung an die Verwandten verblasste.
Der Silberdeldok kehrt am Ende wieder ins Grasland zurück, wo er sich auf das Polieren der Silbereier konzentriert. Seine Hüpfkisten helfen bei der Wiederaufforstung der Gegend. Mogla und Deldok bringen sich gegenseitig die verschiedenen Baum- und Grassorten bei. Der Durchgang zwischen beiden Ländern bleibt geöffnet.
Erstausstrahlung: 21. Dezember 1980.

## Synchronisation
| Rolle        | Figur      | Stimme                   |
| ------------ | ---------- | ------------------------ |
| Deldok       | Opodeldok  | Claudia Hansmann-Strubel |
| Helene       | Huhn       | Heidi Vogel              |
| Oberdeldok   | Opodeldok  | Sepp Wäsche              |
| Oberzähldok  | Opodeldok  | Herbert Meyer            |
| Omadeldok    | Opodeldok  | Rose Oehmichen           |
| Opadeldok    | Opodeldok  | Sepp Strubel             |
| Silberdeldok | Opodeldok  | Wolfgang Reinsch         |
| Mogla        | Mogli      | Veronika Strubel         |
| Moglomama    | Mogli      | Gunda Maria Jentsch      |
| Moglopapa    | Mogli      | Wolfgang Borchert        |
| Moglopa      | Mensch     | Gerhard Erfurt           |
| Hannibal     | Hahn       | Ernst Herbert Hilbich    |
| Eulalia      | Eule       | Margot Schellemann       |
| Fleda        | Fledermaus | Arno Bergler             |
| Hühner       | Huhn       | Herbert Meyer            |
| Hühner       | Huhn       | Gunda Maria Jentsch      |
| Hühner       | Huhn       | Margot Schellemann       |
| Erzähler     |            | Christoph Lindert        |